# Narrentreppe

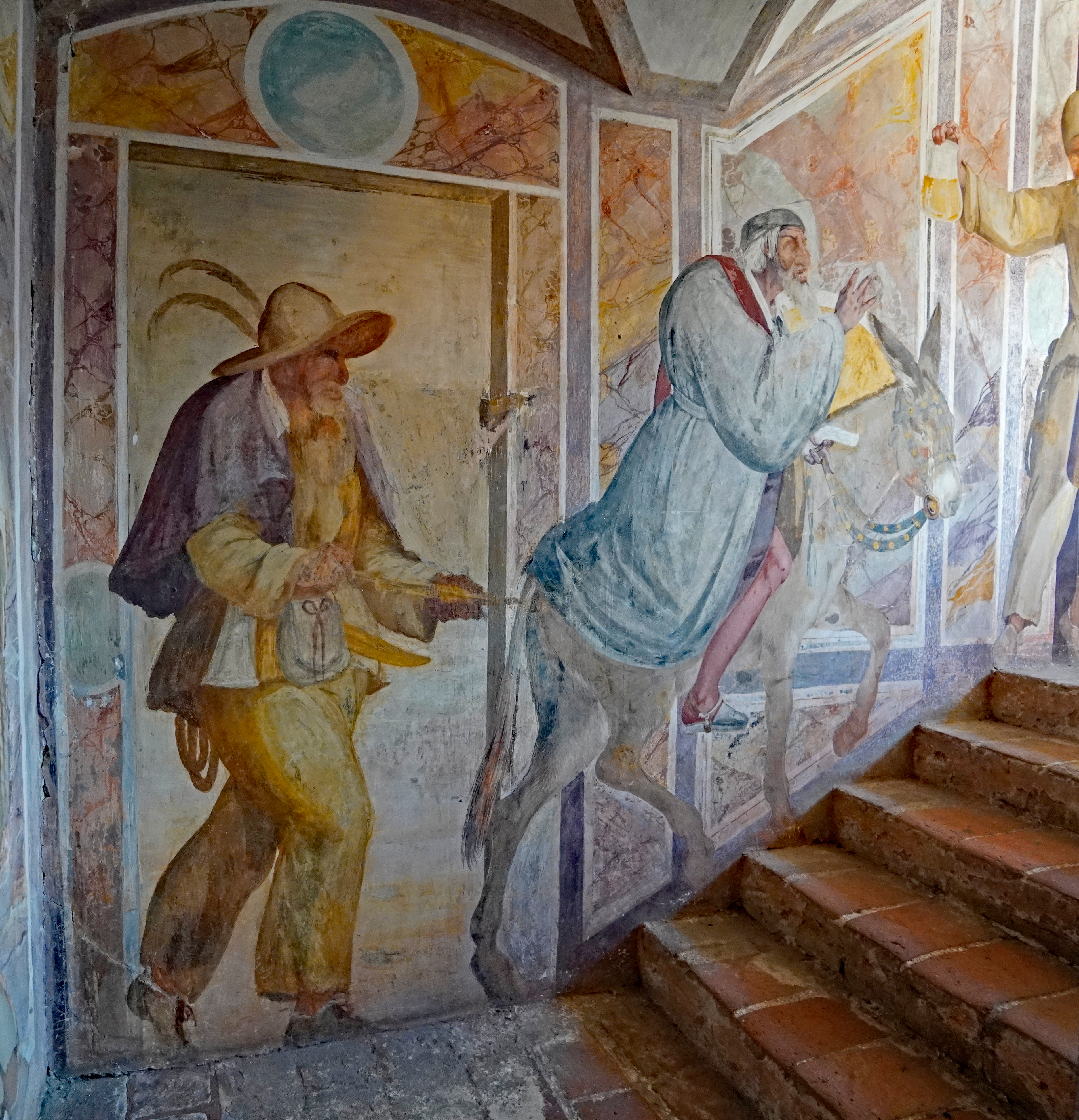
Detail der Narrentreppe (auf dem Esel der Pantalone)

Die Narrentreppe ist ein mit Illusionsmalerei der Renaissance ausgeschmücktes Treppenhaus im sogenannten italienischen Anbau der Burg Trausnitz. Die Treppe ist einziges monumentales Bildzeugnis in diesem Stil und gleichzeitig früheste Darstellung der italienischen Schauspielkunst nördlich der Alpen.

## Entstehung
Die Gestaltung der Wandmalerei mit lebensgroßen Personen wurde 1575 von dem seit 1568 in Landshut-Trausnitz ansässigen Herzog Wilhelm V. von Bayern nach seiner Verarmung und dem Abzug einer am Hof engagierten Schauspielertruppe in Auftrag gegeben. Die Malereien wurden dann von Friedrich Sustris entworfen und von 1575 bis 1579 durch Alessandro Paduano ausgeführt.
Die Malereien wurden 1961 durch einen Brand teilweise zerstört, aber wieder restauriert.

## Motive

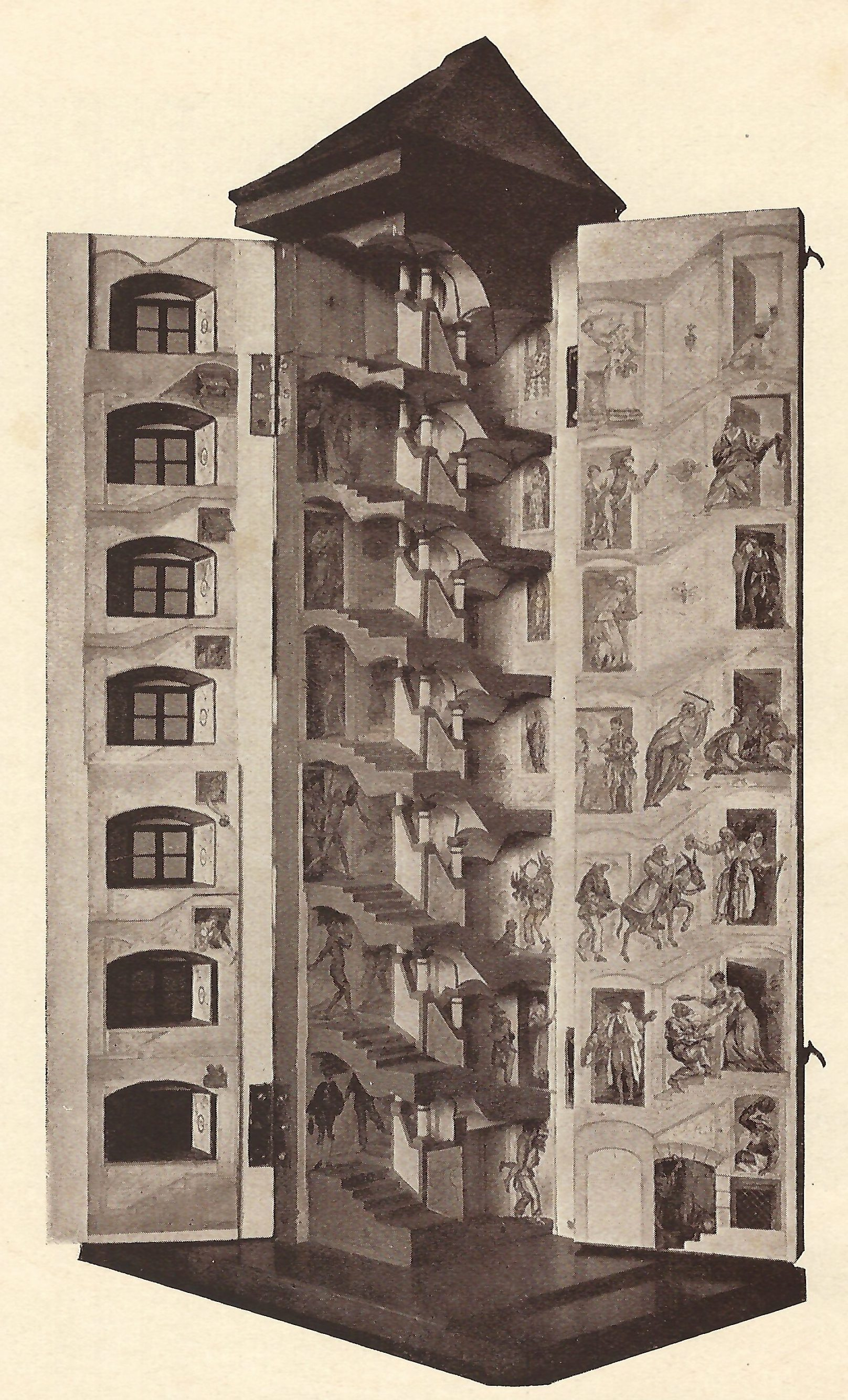
Modell der gesamten Treppe

Auf der Narrentreppe sind der auf einem Esel reitende venezianische Kaufmann Pantalone in Gestalt eines lächerlichen alten Liebhabers, gefolgt von seinem Diener Zanni mit Klistierspritze, und andere Figuren aus der italienischen Commedia dell’arte abgebildet, unter anderem ein Arzt mit Harnglas.